# Le Fréty

Le Fréty este o comună în departamentul Ardennes din nordul Franței. În 1 ianuarie 2022 avea o populație de 61 de locuitori.